# Ботт, Нина
Ни́на Ботт (нем. Nina Bott; 1 января 1978, Гамбург) — немецкая актриса и телеведущая.

## Биография
Нина Ботт родилась 1 января 1978 года в Гамбурге. До начала актёрской карьеры она занималась виндсёрфингом и в 1995 году побеждала на чемпионате Гамбурга среди юниоров. В одиннадцать лет Ботт снималась для каталога детской одежды Отто. В 1997 году она окончила гимназию Корвей в Гамбурге, также обучалась в школе актёрского мастерства при Немецком драматическом театре, входила в детскую актёрскую группу театра.
С августа 1997 года по сентябрь 2005 года она играла Кору Хайнц в популярной немецкой мыльной опере «Хорошие времена, плохие времена». Затем она снялась в драме «Unter den Linden — Das Haus Gravenhorst». На протяжении двух лет, с 2008 по 2010 год, играла роль Селин Лаффорт в мыльной опере «Всё, что имеет значение».
С 2017 года Ботт является ведущей программы House Rules на телеканале Sat.1.

## Личная жизнь
В 1995—2012 годах Нина состояла в фактическом браке с кинооператором Флорианом Кёнигом. У них есть сын — Леннокс Кёниг (род. 23 декабря 2003). С 2012 года Ботт состоит в отношениях с Беньямином Баарцом. У пары есть дочь — Луна Виктория Баарц (род. 20 декабря 2015).